# John Evans (cầu thủ bóng đá)
John Evans (sinh ngày 28 tháng 8 1929, mất ngày 6 tháng 1 2004) là một cầu thủ khoác áo cho câu lạc bộ Liverpool trong khoảng thời gian từ 1953 đến 1957.

## Cuộc đời và sự nghiệp
John Evans sinh ra tại Tilbury, Essex, xứ Anh. Khi trưởng thành, ông chơi cho câu lạc bộ nghiệp dư Tilbury, rồi Charlton Athletic trước khi chuyển sang đoàn quân áo đỏ của Don Welsh (ông chủ Liverpool thời bấy giờ) với giá 12.500 bảng vào ngày 25 tháng 12 1953. Chỉ vài ngày sau (27/2/1953), ông đã chính thức ra sân ở vị trí tiền đạo trong trận hòa với W.B.A trên sân nhà Anfield. Một tuần sau đó, John Evans ghi dấu ấn cho riêng mình với bàn thắng vào lưới Bolton. Tuy nhiên, trận cầu đó lại kết thúc bằng trận thua 1-2 của Liverpool.